# Fytoestrogen

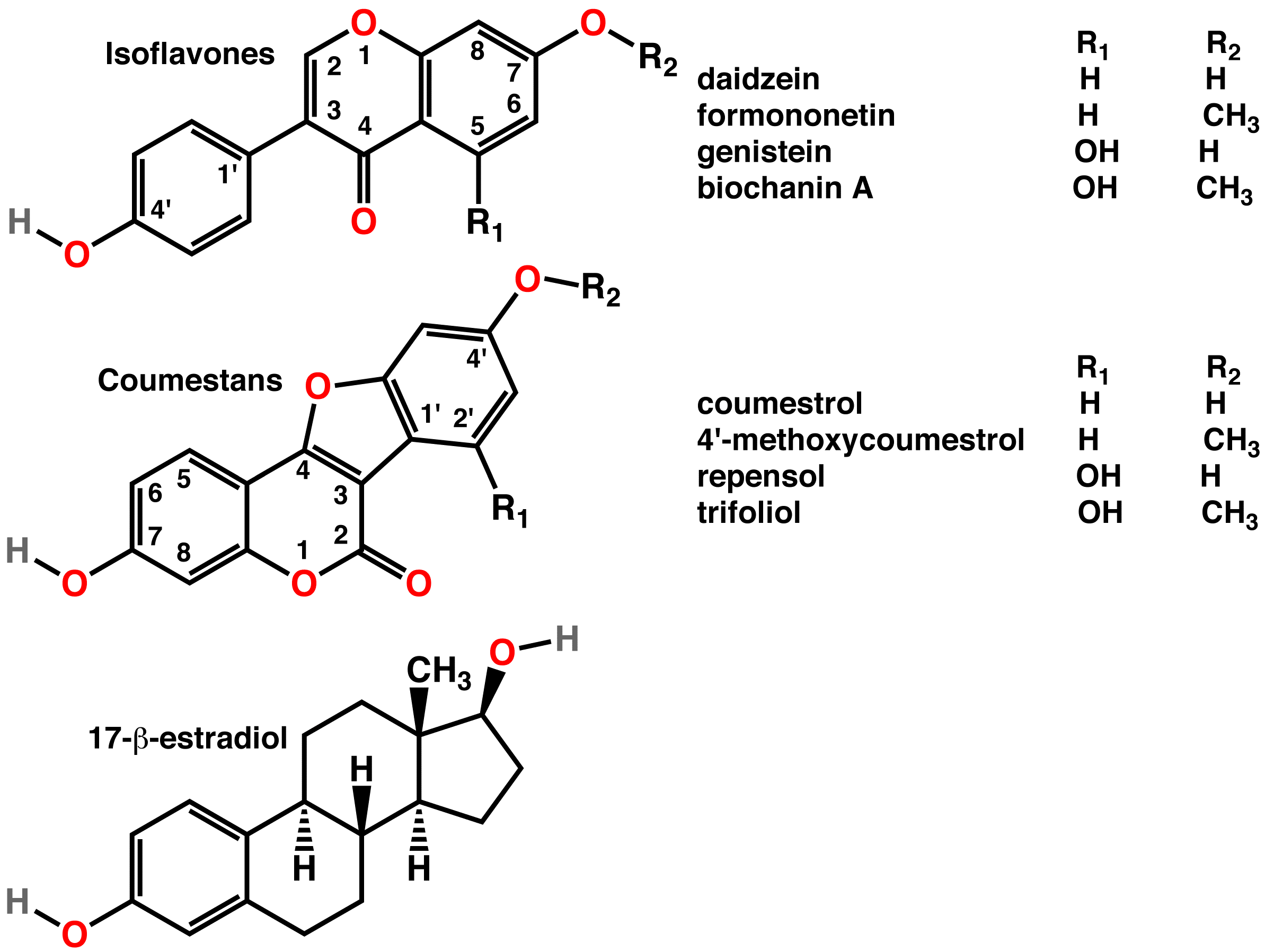
Přiklady fytoestrogenů

Fytoestrogeny jsou vícesytné fenoly strukturou podobné steroidním hormonům. Vznikají v rostlinách na rozdíl od velmi podobné látky estrogenu, která vzniká v endokrinním systému savců. Jejich název pochází z řeckého fyto (rostlina) a estrogen (hormon). Název estrogen pochází z řeckého estrus (sexuální touha) a gen (generovat).
Předpokládá se, že rostliny používají fytoestrogeny jako součást své přirozené obrany proti býložravým zvířatům kontrolou nebo omezením jejich plodnosti. Dále mají v rostlinném těle funkce fungistatické, antibakteriální, antivirové a antioxidační.
Fytoestrogeny se hojně vyskytují v sójových bobech. Do lidského těla se dostávají při jejich konzumaci. Kvůli své strukturální podobnosti s ženským hormonem estrogenem mohou mít antiestrogenní účinky. Z tohoto důvodu bývají využívány jako přírodní alternativa při hormonální léčbě nebo při prevenci karcinomu prsu a prostaty.
Fytoestrogeny nejsou základními živinami pro lidské tělo. Jejich nepřítomnost ve stravě nezpůsobuje žádná onemocnění a nepodílejí se na žádné biologické funkci.

## Historie výzkumu
Historie fytoestrogenů souvisí s pěstováním červeného jetele (Trifolium Pratense) v Evropě. Na konci první světové války byl červený jetel vzhledem k nedostatku potravin považován za náhradu zeleniny. V tomto období začaly probíhat toxikologické studie, které prokázaly jeho vliv na sterilitu ovcí pasených na loukách s červeným jetelem. Nemoc byla nazvána jetelová nemoc (Red clover story). Při dalších výzkumech se přišlo na to, že původcem sterility ovcí je právě fytoestrogen, který je v červeném jeteli hojně obsažen. Prokázalo se, že stejné účinky mají fytoestrogeny i na další obratlovce, tedy i na člověka.

## Dělení fytoestrogenů
Fytoestrogeny patří do velké skupiny přírodních fenolických sloučenin. Podle většiny vědců jsou za fytoestrogeny považovány čtyři skupiny sloučenin isoflavony, kumestany, lignany, stilbeny.

### Isoflavony
Nejznámější skupinou fytoestrogenů jsou isoflavony, které se nacházejí především v luštěninách. Nejvýznamnější je jejich obsah v sóji. Sójové výrobky jako je tofu, tempeh, sójové mléko a sójová mouka jsou považovány za bohaté zdroje isoflavonů. Naopak sójová omáčka a sójový olej neobsahují žádné isoflavony.  Dále se isoflavony nacházejí v lučním jeteli, žitě a v některých druzích ovoce.

### Kumestany
Kumestany jsou rozsáhlou skupinu fytoestrogenů, avšak pouze některé z nich vykazují estrogenní vlastnosti dokonce silnější než isoflavony. Nejvyšší obsah kumestanů je v jetelových a sójových klíčcích. V průběhu klíčení roste jeho obsah až 70-150krát. Hlavním jeho zdrojem v potravě člověka jsou luštěniny.

### Lignany
Lignany řadíme mezi polyfenolické sloučeniny. Nejvýznamnějšími zástupci jsou syringiresinol, pinoresinol, lariciresinol, izolariciresinol, matairesinol a secoisolariciresinol. Lignany jsou široce zastoupeny v rostlinách. Největším zdrojem v potravinách je lněné a sezamové semeno, celozrnné výrobky z obilnin, rýže, luštěniny, zelenina, a v menší míře i ovoce. Jsou přítomny i v zeleném a černém čaji.

### Stilbeny
Stilbeny patří mezi fenylpropanoidy. Nejznámějším zástupcem této skupiny je resveratrol, který je obsažen ve slupce modrých bobulí vinné révy, a proto i v červeném víně. Rozlišuje se cis a trans forma, přičemž pouze trans-resveratrol vykazuje estrogenní aktivitu. V červeném víně může být obsaženo až 14,5 mg/l trans-resveratrolu, v bílém víně výrazně méně 0–0,3 mg/l. Čím déle probíhá kvašení, tím více trans-resveratrolu bude ve finálním produktu. Dalším zdrojem stilbenů jsou arašídy.

## Funkce fytoestrogenů u rostlin
Fytoestrogeny plní u rostlin ochranou a obranou funkci. Chrání rostlinu před škodlivým účinkem patogenů. Mají protiparazitické, antibakteriální, antivirotické a fungistatické účinky.
Isoflavony jsou nejznámější a nejlépe probádanou skupinou fytoestrogenů. U rostlin plní i funkci antioxidantů. Isoflavony se dvěma hydroxylovými skupinami (např. daidzein) vykazují nejvyšší antioxidační aktivitu, a chrání tak rostlinu před škodlivými účinky slunečního záření. Isoflavony jsou též odpovědné za hořkou chuť výrobků ze sóji.

## Účinky fytoestrogenů na člověka
Díky své antioxidační aktivitě a schopnosti vázat se na receptory estrogenů a androgenů mohou mít fytoestrogeny vliv na kardiovaskulární, muskuloskeletární a reprodukční systém člověka. Dále mají vliv na kognitivní funkce, činnost štítné žlázy, obezitu a nádorová onemocnění.
Velký význam má působení fytoestrogenů na ženy po menopauze. Populace žen z jihovýchodní Asie, kde je vysoký příjem isoflavonů ze sóji, má nižší výskyt klimakterického syndromu a osteoporózy v porovnání s evropskou a americkou populací žen. Vědci se snaží zjistit, zda by vyšší dávky fytoestrogenů pro ženy z těchto oblastí nezmírnily jejich obtíže.

### Vliv na nádorová onemocnění
Obyvatelé zemí s vyšším příjmem isoflavonů mají nižší výskyt rakoviny prsu a prostaty v porovnaní se zeměmi, ve kterých je jeho nižší příjem. Studie zatím jednoznačně nepotvrdily jejich účinky na rozvoj rakoviny. Přesto se doporučuje konzumace isoflavonů, neboť jejich vlivem nedochází ke zvyšování hustoty prsní tkáně a tím vzniku rakoviny prsu.

### Vliv na kardiovaskulární onemocnění
Mnoho studií potvrzuje příznivé účinky isoflavonů na koncentraci a skladbu krevních lipidů, snížení LDL-cholesterolu a triacylglycerolů a zvýšení koncentrace HDL-cholesterolu. Isoflavony mají schopnost stabilizovat LDL lipoproteiny před oxidací, o které se předpokládá, že je jednou z možných příčin vzniku aterosklerózy. Některé studie však tyto poznatky nepotvrzují a domnívají se, že tyto pozitivní efekty jsou způsobeny samotným sójovým proteinem.

### Negativní vliv fytoestrogenů
Již od 40. let 20. století, kdy byla zaznamenána vysoká sterilita a potratovost u ovcí paseným na loukách s jetelinou, je fytoestrogenům připisováno zvýšení potratů, neplodnosti nebo poruch vývoje plodu u obratlovců. U žen v postmenopauze jsou negativní účinky fytoestrogenů minimální, avšak u žen v reprodukčním věku, těhotných žen a kojenců mohou představovat riziko. U žen mohou navodit nepravidelnost v menstruačním cyklu a u dětí zapříčinit předčasný nástup puberty. Toto riziko hrozí novorozencům, kteří jsou krmeni náhradami mateřského mléka na bázi sóji.
Fytoestrogeny mohou působit i na štítnou žlázu, přivodit hypotyreosu a s ní spojenou strumu. Proto je sója označována jako strumigen a při její pravidelné konzumaci je nutný adekvátní příjem jódu.

## Alternativa k syntetickým hormonům
Zkoumají se možnosti nahradit lék estradiol při hormonální regulaci některých procesů v ženském organismu fytoestrogeny. Jejich příjem v potravě je považován za určitých okolností za vhodnější alternativu než podávání estradiolu. Léčba estradiolem, která se používá jako prevence proti osteoporóze, je podezřívána z několika negativních účinků: ze zvyšování pravděpodobnosti vzniku rakoviny prsu, rakoviny děložní sliznice, infarktu a mozkové mrtvice.